# Etheostoma kanawhae
Etheostoma kanawhae es una especie de peces de la familia Percidae en el orden de los Perciformes.

## Morfología
Los machos pueden llegar alcanzar los 8,6 cm de longitud total.

## Distribución geográfica
Se encuentran en Norteamérica: Virginia y Carolina del Norte.